# His Name Was Jason: 30 Years of Friday the 13th
His Name Was Jason: 30 Years of Friday the 13th (tłum. Na imię miał Jason: 30-lecie serii Piątek, trzynastego) – amerykański film dokumentalny z 2009 roku, zrealizowany z okazji trzydziestolecia powstania filmu Piątek, trzynastego (1980). W filmie zawarto wywiady z twórcami serii Friday the 13th – reżyserami, scenarzystami i aktorami, jak i również z dziennikarzami filmowymi i znanymi fanami cyklu. Ponadto realizatorzy wykorzystali w projekcie zachowane do dziś materiały archiwalne, zgromadzone w trakcie realizacji wszystkich z jedenastu elementów serii.
Film nakręcono sierpniem 2008 roku, a wydano w Stanach Zjednoczonych na początku lutego 2009. 3 lutego film trafił do obiegu DVD, dziesięć dni później zaś – w dniu premiery 12. części serii, rebootującej pierwszy projekt – wyemitowała go telewizja. W wielu innych państwach film wydano na rynku DVD.
Slogan reklamowy filmu brzmiał: 12 filmów, 3 dekady. Pech nigdy nie był tak krwawy (12 films, 3 decades. Bad luck was never so bloody).

## Obsada
- Diane Almeida – ona sama
- Erich Anderson – on sam
- Judie Aronson – ona sama
- Diana Barrows – ona sama
- Steven Barton – on sam
- Rachel Belofsky – ona sama
- Peter Bracke – on sam
- Richard Brooker – on sam
- John Carl Buechler – on sam
- Chuck Campbell – on sam
- Gloria Charles – ona sama
- Stuart Charno – on sam
- Barney Cohen – on sam
- Mike Cucinotta – on sam
- Sean S. Cunningham – on sam
- Douglas Curtis – on sam
- Jensen Daggett – ona sama
- Steve Dash (w czołówce jako Steve Daskawisz) – on sam
- Darcy DeMoss – ona sama
- Bob DeSimone – on sam
- Elissa Dowling – bohaterka fabularyzowanej części filmu
- Todd Farmer – on sam
- Bradley Fuller – on sam
- John Furey – on sam
- Robert V. Galluzzo – on sam
- Warrington Gillette – on sam
- C.J. Graham – on sam
- Seth Grahame-Smith – on sam
- Adam Green – on sam
- Seth Green – on sam
- Vincent Guastaferro – on sam
- Bonnie Hellman – ona sama
- Tiffany Helm – Violet (materiały archiwalne)
- Kane Hodder – on sam
- Barbara Howard – Sara (materiały archiwalne)
- James Isaac – on sam
- Renée Jones – Sissy Baker (materiały archiwalne)
- David Kagen – on sam
- Elizabeth Kaitan – ona sama
- Cynthia Kania – ona sama
- Andrew Kasch – on sam
- Jeff Katz – on sam
- Adrienne King – ona sama
- Melanie Kinnaman – Pam Roberts (materiały archiwalne)
- Ken Kirzinger – on sam
- Paul Kratka – on sam
- Ari Lehman – on sam
- Joe Lynch – on sam
- Al Magliochetti – on sam
- Harry Manfredini – on sam
- Adam Marcus – on sam
- Sharlene Martin – Tamara Mason (materiały archiwalne)
- Nancy McLoughlin – ona sama
- Tom McLoughlin – on sam
- Derek Mears – on sam
- Nick Mennell – on sam
- Victor Miller – on sam
- Lawrence Monoson – on sam
- Camilla More – ona sama
- Carey More – ona sama
- Tom Morga – on sam
- John Murdy – on sam
- Gregory Nicotero – on sam
- Marcus Nispel – on sam
- Kerry Noonan – Paula (materiały archiwalne)
- Betsy Palmer – ona sama
- Lar Park-Lincoln – ona sama
- Catherine Parks – ona sama
- Alecia Patterson – Raven
- Marilyn Poucher – ona sama
- Bill Randolph – on sam
- Jeffrey Reddick – on sam
- Peter Mark Richman – on sam
- Amanda Righetti – ona sama
- Jared Rivet – on sam
- James Roday – on sam
- James D. Rolfe – on sam
- Felissa Rose – ona sama
- Shavar Ross – on sam
- Lisa Ryder – ona sama
- Martin Jay Sadoff – on sam
- Tom Savini – on sam, prowadzący
- John Shepherd – on sam
- Kevin Spirtas – on sam
- Amy Steel – ona sama
- Danny Steinmann – on sam
- Susan Jennifer Sullivan – Melissa (materiały archiwalne)
- Mark Swift – on sam
- Lauren-Marie Taylor – ona sama
- Anthony Timpone – on sam
- Russell Todd – on sam
- Ryan Turek – on sam
- Travis Van Winkle – on sam
- Debi Sue Voorhees – ona sama
- Ted White – on sam
- Dick Wieand – on sam
- Staci Layne Wilson – ona sama
- Larry Zerner – on sam
- Joseph Zito – on sam
- Robbi Morgan – ona sama